# Becho (col)
Pour les articles homonymes, voir Becho.
Le col de Becho est un col (en russe : Бечо, en géorgien : ბეჩო) situé à 3 367 mètres d'altitude, à la frontière géorgio-russe.
Le col est situé sur le principal bassin versant du Caucase, entre les montagnes Babis Mta (en) (aussi dénommée Donguzorun) et Shkheldi (sv).
Le col de Becho est la traversée la plus facile de la chaîne par rapport aux autres cols du Caucase de Svanétie et est donc d'une grande importance pour la connexion avec le Caucase du Nord.